# Xavier Woods
Austin Watson (sinh ngày 4 tháng 9 năm 1986) là một đô vật chuyên nghiệp người Mỹ hiện đang ký hợp đồng với WWE dưới cái tên Xavier Woods. Anh là thành viên của The New Day, cùng với Big E và Kofi Kingston, hiện tại họ là WWE Raw Tag Team Championship và đây là lần thứ hai họ vô địch của họ.

## Trong đấu vật
- - As Xavier Woods
    - Culture Shock[62] (Diving DDT)[63] – 2010–2011; used rarely thereafter
    - Lost in the Woods[4] (Inverted stomp facebreaker)[64] – 2013–2015
    - Shining Wizard[65] – 2015–nay
    - Tornado DDT[66][67] – 2011–2013; used as a signature move thereafter

  - As Austin Creed/Consequences Creed
    - ACT – Austin Creed Test[68] (Diving DDT)[25] – 2010
    - CreeDDT[69][70] (Hammerlock legsweep DDT)[71][72] – 2007–2008
    - Fireman's carry cutter[25][73][74] – 2009–2010; used as a signature move in 2008
    - MontiFisto[1] (Three left-handed punches followed by splits followed by a right-handed hook)[75] – 2005–2007; used as a signature move from 2008–2010
- Signature moves
  - As Xavier Woods
    - Dropkick
    - Front dropkick[38][67]
    - Headscissors takedown[64][67]
    - Honor Roll[4][5] (Rolling thunder clothesline, with theatrics)[37][38][64]
    - Reverse suplex slam
    - Sliding clothesline
    - Sliding reverse STO
    - Somersault plancha
    - Springboard tornado DDT

  - As Austin Creed/Consequences Creed
    - Arm drag[1][76]
    - Cradle back-to-belly piledriver[74]
    - Diving fist drop[77]
    - Military press double knee gutbuster[78]
    - Right-handed hook[77]
    - Rolling thunder clothesline[74][78]
    - Springboard one-handed bulldog[74][79]
    - Swinging cradle suplex[71][80]
- With Jay Lethal
  - Double team finishing moves
    - Fireman's carry cutter (Creed) followed by a diving elbow drop (Lethal)[73]

  - Double team signature moves
    - Military press (Lethal) / Springboard one-handed bulldog (Creed) combination[73]
    - Vertical suplex (Lethal) / Diving crossbody (Creed) combination[79]
- With The New Day
  - Double team finishing moves
    - Midnight Hour (Diving DDT (Kingston or Woods) and Big Ending (Big E) combination)[81]
    - Pendulum backbreaker (Big E, Kingston or Woods) / Diving double foot stomp (Kingston or Woods) combination[82][83][84][85][86][87]

  - Double/triple team signature moves
    - Unicorn Stampede (Multiple stomps to the chest of an opponent seated in the corner, with frequent tags)
- Nicknames
  - "Awesome"[1]
  - "The Crisp One"[1]
  - "Awesome Consequences"[77]
  - "Consequences"[1]
  - "The Valedictorian"[68]
- Entrance themes
  - "Living in America" by James Brown[88] (TNA / Independent circuit)
  - "Consequences" by Dale Oliver[89] (TNA)
  - "Get Funky" by 5 Alarm Music[90] (NXT)
  - "Somebody Call My Momma" by Jim Johnston[38] (WWE; ngày 25 tháng 11 năm 2013 – ngày 30 tháng 5 năm 2014)
  - "Who's the Man?" by CFO$ (WWE; ngày 30 tháng 5 năm 2014 - ngày 26 tháng 9 năm 2014)
  - "New Day, New Way" by Jim Johnston (ngày 28 tháng 11 năm 2014–nay; used while a part of The New Day)

## Các chức vô địch và danh hiệu
- Deep South Wrestling
  - DSW Heavyweight Championship (1 time)
- East Coast Wrestling Association
  - ECWA Super 8 Tournament Champion (2010)
- Florida Championship Wrestling
  - FCW Florida Tag Team Championship (1 time) – with Wes Brisco
- NWA Anarchy
  - NWA Anarchy Tag Team Championship (1 time) – with Hayden Young
- Pro Wrestling Illustrated
  - Tag Team of the Year (2015) with Big E and Kofi Kingston
  - PWI ranked him #77 of the top 500 singles wrestlers in the PWI 500 in 2015[93]
- Rolling Stone
  - Comeback of the Year (2015)[94] As a member of The New Day
  - Second-Best Heels (2015)[95] As a member of The New Day
  - WWE Wrestlers of the Year (2015)[94] As a member of The New Day
- Total Nonstop Action Wrestling
  - TNA World Tag Team Championship (1 time) – with Jay Lethal[96]
- Wrestling Observer Newsletter
  - Best Gimmick (2015) The New Day[97]
- WWE
  - WWE (Raw) Tag Team Championship (2 times, current) – with Big E and Kofi Kingston1[98]
  - WWE 2K Championship (2015)